# 柴犬幣
柴犬幣（Shiba Inu，交易代码：SHIB）是一种去中心化的加密貨幣，名字來源自柴犬，由一个或多个匿名人士于2020年8月推出，其靈感來自狗狗幣。2021年10月，柴犬幣價格飆升。
2022年1月，柴犬幣市值超過169億美元，為第十四大加密貨幣。

## 外部鏈接
- 官方网站